# CasaPound
CasaPound er en fascistisk organisation og en Bz-bevægelse i Italien, ledet af Gianluca Iannone. Navnet er taget fra den amerikansk poet Ezra Pound. CasaPound driver bopælskampagnen Mutuo Sociale.